# Kinampundu
Kinampundu ist ein ländlicher Verwaltungsbezirk (englisch Ward) des Distrikts Mkalama in der tansanischen Region Singida.

## Geografie
Kinampundu ist ein Bezirk im nördlichen Zentralteil von Tansania etwa 45 Kilometer Luftlinie nördlich der Regionshauptstadt Singida. Bei der Volkszählung 2022 lebten 13.865 Menschen in 2589 Haushalten auf einer Fläche von 97 Quadratkilometern.
Der Bezirk grenzt im Osten an die Region Singida und sonst an fünf Bezirke des Distrikts Mkalama:
| Kinmyangiri | Ilunda                                      |         |
| Kikhonda    | Kompassrose, die auf Nachbargemeinden zeigt | Singida |
|             | Mtinko                                      | Mudida  |

## Gliederung
Der Bezirk besteht aus vier Gemeinden (swahili Mtaa) mit 21 Orten (Kitongoji):
| Singa - Songambele - Muungano - Majengo Mapya - Kagera - Mapinduzi | Kinampundu - Mwembe - Kisutu - Njanimi - Kitukutu - Mwanigue - Ndurumo | Mdilika - Mdilika - Nyerere Road - Kilimanjaro - Mtakuja | Iaambi - Igaya - Kihau - Kikundya - Lugandi - Kipukuti - Igongo |

## Infrastruktur
- Bildung: Im Bezirk liegen zwei weiterführende Schulen.[7] Die Kinampundu Secondary School und die Grace Mesaki Secondary School sind beide staatliche Tagesschulen mit einer Ausbildung bis zur 4. Stufe.[8][9]
- Gesundheit: In Kinampundu gibt es eine öffentliche Apotheke.[10]